# Filtro amarillo mexicano

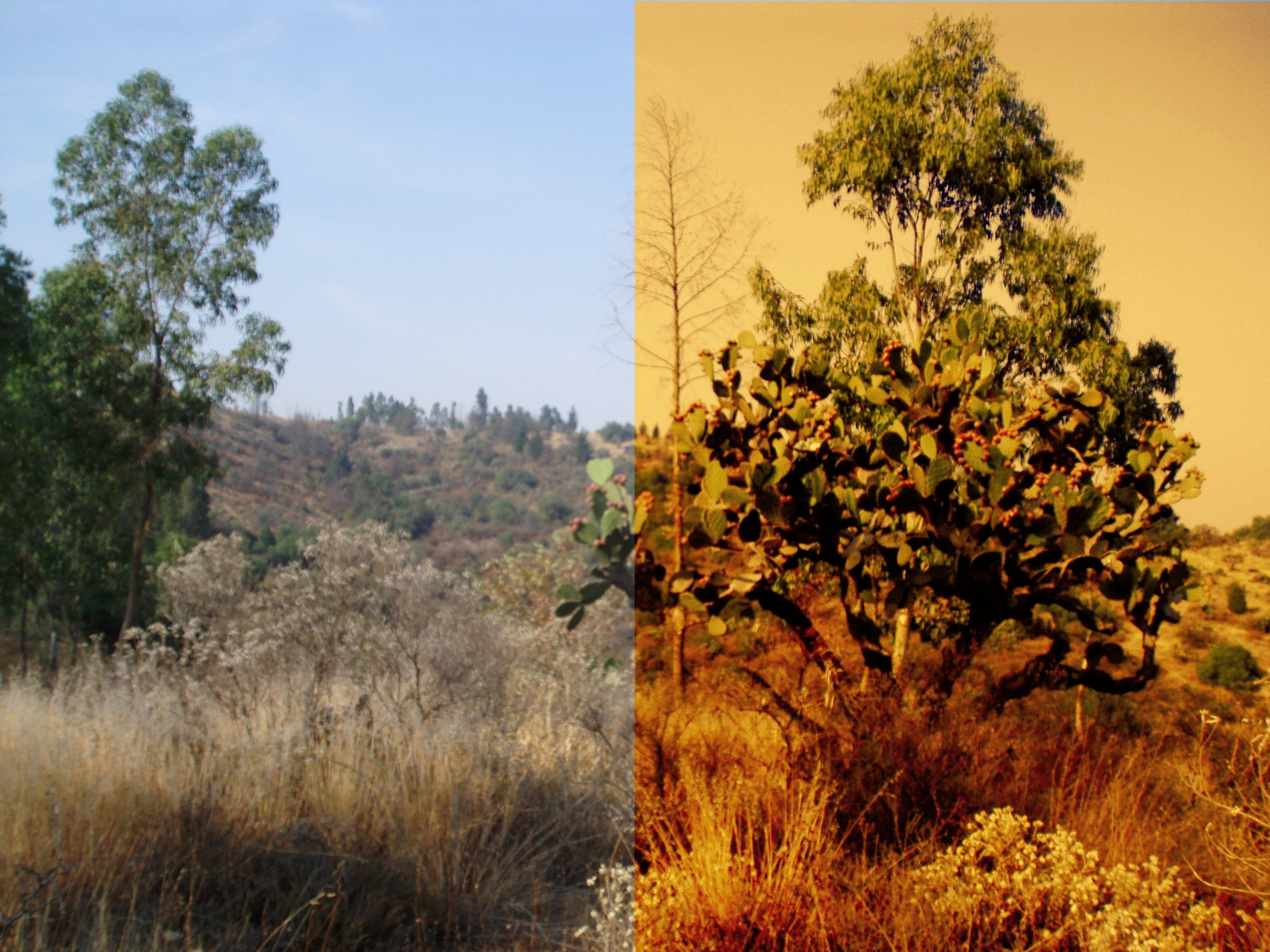
Fotografía que muestra un filtro añadido a la mitad de una imagen de un paisaje mexicano.

Se conoce como filtro mexicano a un efecto producido por un filtro o un etalonaje amarillo o sepia que suele emplearse en producciones cinematográficas y televisivas para representar visualmente escenas ambientadas en áreas cálidas o áridas, a menudo de países como México, aunque también se usa para ambientar lugares en América Latina y el Sur de Asia. Se lo ha criticado por su tendencia a atenuar los rostros de las personas de piel más oscura y por estereotipar a los países que representa.

## Historia
El uso de filtros amarillos para representar a Mexico empezó a popularizarse con la película Traffic en 2000. Para que el público pudiera distinguir fácilmente entre los tres argumentos de la película, el director y director de fotografía de Traffic, Steven Soderbergh, utilizó varios efectos ópticos para dar a las tres tramas un estilo visual distintivo. El más notable fue el de México, en el que Soderbergh utilizó filtros de tabaco para que la imagen se tiñera de amarillo. Soderbergh también redujo el ángulo de obturación a 45 grados para producir un efecto nítido y estroboscópico y expuso toda la película en Ektachrome para aumentar el contraste y el grano.
El estreno de Traffic coincidió con los avances técnicos en la realización y el montaje de películas, lo que facilitó el uso de filtros de color y etalonajes. La utilización de filtros amarillos para México, tradicionalmente usados para transmitir una sensación de calor y aridez, se convirtió con el tiempo en un tropo, tras lo cual numerosos filmes replicaron el estilo de Soderbergh.
Se ha cuestionado que la temperatura sea una buena justificación para utilizar el filtro mexicano, dado que las ciudades cálidas de Estados Unidos rara vez se representan con filtros amarillos. En un esfuerzo por reproducir el estilo de Traffic, el etalonaje de color suele ir acompañado de un aumento del contraste, lo que hace que no se distingan los rasgos de las personas de piel oscura.
Este estilo de gradación de color ha sido objeto de parodias a través de memes de Internet, así como también se le critica por ser un estereotipo degradante de los países en desarrollo.

## Uso en el cine y la televisión
Entre las películas o series que han utilizado el filtro amarillo, están:
- Traffic (2000)[5]
- Breaking Bad (2008)[1][6]
- Extraction (2020)[7]
- Saw X (2023)[8]